# Chevigny-en-Valière
Chevigny-en-Valière – miejscowość i gmina we Francji, w regionie Burgundia-Franche-Comté, w departamencie Côte-d’Or.
Według danych na rok 1990 gminę zamieszkiwało 235 osób, a gęstość zaludnienia wynosiła 43 osoby/km² (wśród 2044 gmin Burgundii Chevigny-en-Valière plasuje się na 677. miejscu pod względem liczby ludności, natomiast pod względem powierzchni na miejscu 1211.).